# 柏おどり

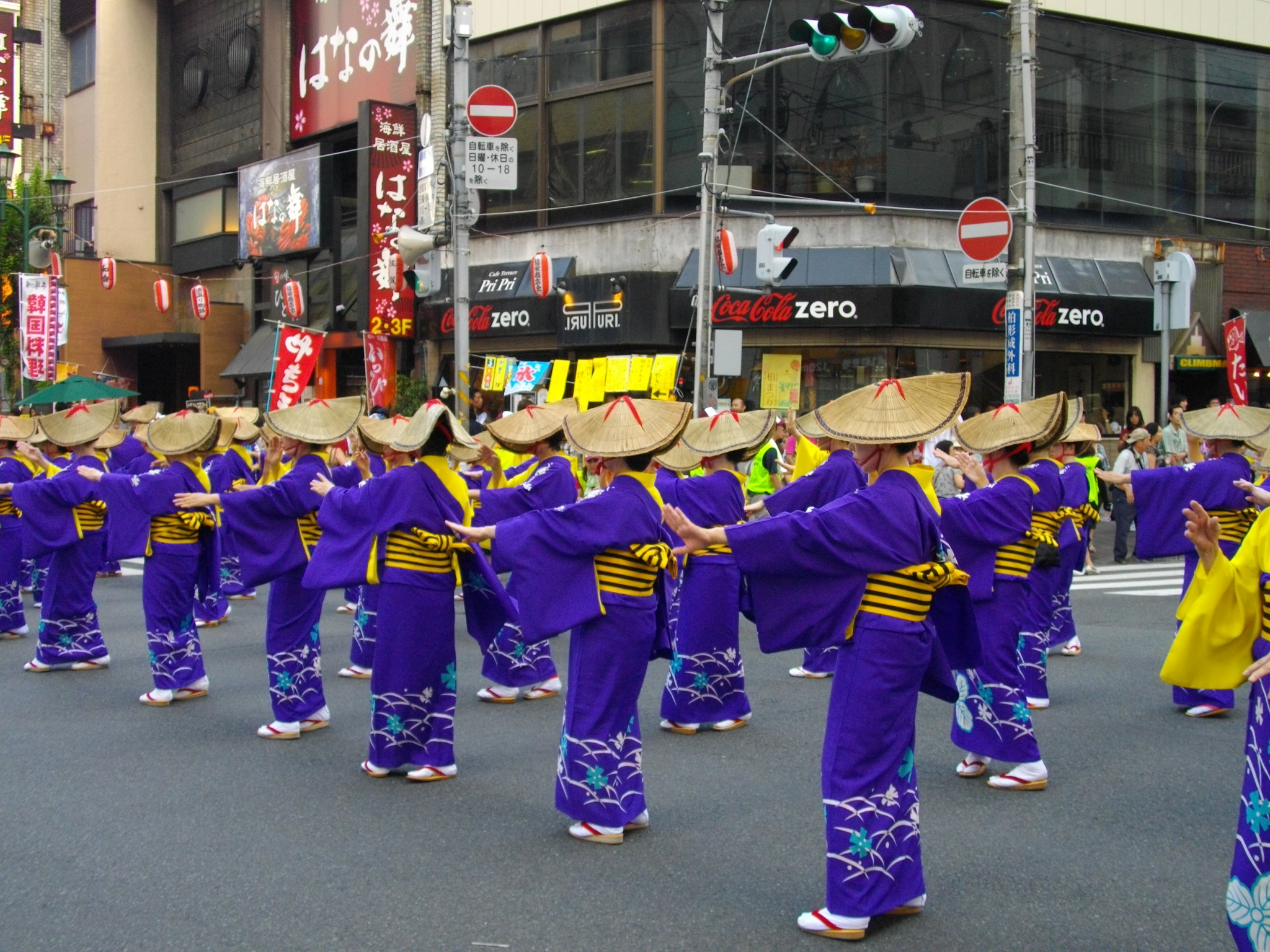
柏まつりでの柏おどりパレード（2019年まで実施）

柏おどり（かしわおどり）とは、千葉県柏市で踊られている踊りである。

## 概要
柏おどり自体は、1971年（昭和46年）に作られたものである。
柏市内では夏場を中心に各地で踊られており、柏まつりでは「柏おどり」と後述する「京北音頭」が踊られている。このほか、柏市内の盆踊りや小学校の運動会などでも「柏おどり」「京北音頭」の両方が踊られている。
柏まつりでは、「柏おどりコンテスト」も行われていて、市内の百貨店（最後のコンテスト当時は高島屋のみで、かつてはそごうも参加していたが店舗自体が閉店した）、町内会、学校、姉妹都市である只見町（福島県）などのチームが参加していた。1971年（昭和46年）制作当時そのままの踊り方（いわゆる「女踊り」）で踊る「伝統柏おどり」部門と、女踊りの変型版である「男踊り」やチーム独自のアレンジで踊る「創作柏おどり」部門に分かれていた。しかし、参加チーム数の減少などに伴い2019年（令和元年）を最後にコンテストは廃止。柏まつりが再開した2023年（令和5年）からは、前述の只見町チームなどの過去の参加チームが踊りを披露する形の、「柏おどりLIVE」にリニューアルし、翌年2024年（令和6年）からは、「輪踊り」→後述する「シン☆柏おどり」を実施する前のレクチャーを兼ねた「模範演舞」して行われることになった。
柏おどりなどで踊りを披露する場合は、2番の歌詞で「紅のたすきに桔梗笠」と歌われているとおり、桔梗笠をつけて踊ることがある（上記の写真も参照）。

## 沿革
柏市では1959年（昭和34年）に作られた「京北音頭」があり、三波春夫によって歌われていた。1971年（昭和46年）に「柏商業まつり」（現：柏まつり）を開催することになり、新たな柏市の音頭として「柏おどり」が作られることになった。
そこで、地元柏市で発行している「柏市民新聞」が一般に歌詞を募集したところ多数の応募があった。しかし、そこから1つには絞りきれず、3人を「入選」として、3人の入選作の歌詞をつなぎ合わせる形で作られた。そして、第1回の「柏商業まつり」で披露された。歌は、編曲を担当した白石十四男が当時専属であったキングレコードに所属する演歌歌手で、当時はまだ無名に近かった大月みやこが担当した。
2013年（平成25年）には、柏おどりをアップテンポにした上で、柏市立柏高等学校吹奏楽部演奏による「NEW柏おどり」が制作された。「NEW柏おどり」については、2013年から2016年（平成28年）までは市内小学校限定のコンテストで実施され、各校オリジナルの振り付けや衣装で踊っていた。2017年（平成29年）以降も市立柏の演奏の曲目としては行われているが、柏まつりでのコンテストは廃止された。
2024年（令和6年）には、柏おどりをクラブミュージック風にアレンジした「シン☆柏おどり」を西口商店街が考案し、西口の新イベントとして開催した。音楽はクラブミュージック調であるが、あくまで伝統柏おどりベースであるため、振り付けは伝統柏おどりとほぼ同様である。前述の通り、2023年に行われた柏おどりLIVEは、「シン☆柏おどり」実施前に伝統柏おどりの模範演舞としての形での開催に変更され、2019年（令和元年）までの柏おどりコンテストでは「創作柏おどり」（男踊り）として参加していたチームも含め、伝統柏おどりでの披露に統一されている。なお、「シン」は『シン・ゴジラ』などで用いられるものであり「新☆柏おどり」の表記は誤り。

## 作詞・作曲等
- 作詞：平山忠夫（基となったのは、一般公募の3名の入選作）
- 作曲：市川昭介
- 編曲：白石十四男
- 歌：大月みやこ